# 贡山凤仙花
贡山凤仙花（学名：Impatiens gongshanensis）为凤仙花科凤仙花属下的一个种。